# 司法取引
司法取引（しほうとりひき）とは、一般には刑事手続において検察官の訴訟裁量を背景に、被告人と検察官の間で処分上の利益と引換えに捜査あるいは公判手続における協力を得ることをいう。ただし必ずしも司法取引の定義が明確になっているわけではない。なお、Plea bargain（答弁取引）に「司法取引」の訳が当てられることがあるが、答弁取引は司法取引の一種であり、厳密さに欠けるという指摘がある。

## 米国における司法取引

### 手続
アメリカ合衆国の司法取引は、有罪答弁と引き換えに行われる答弁合意と、有罪答弁を求めず捜査・公判への協力と引き換えに行われる非公式刑事免責に大別される。同国の刑事裁判の大部分で司法取引が行われている。
司法取引では、有罪答弁をする対象となる訴追事実、協力内容、事実関係、量刑について合意し、検察官は協力事実を量刑担当裁判官に知らせ、量刑を軽くする方向で考慮するよう求める。
罪状認否手続（アレインメント）で被告人が合意に従って、有罪答弁または不抗争答弁（有罪は認めないが争わない旨の答弁）をすれば、公判廷における事実審理を経ることなく量刑審理に移行する。連邦刑事訴訟規則11条では、被告人に対する権利等の告知とその理解の確認、答弁の任意性の確認、答弁の事実的基礎の確認を行う必要があると定められている。
供述の信用性確保の観点から、公判には協力者の供述だけで臨むのではなく、他のソースによる独立の裏付け証拠が重要とされている。また、司法取引の合意には、他人に関する虚偽の事実を述べた場合には、白紙に戻す条項が付けられている。

### 種類

#### 答弁取引
アメリカのの答弁取引は、一般に検察側に協力するのと引き換えに、一部の訴因あるいは軽い罪のみを訴えの対象とする合意をいう。有罪答弁（または有罪答弁と捜査・公判協力）と引き換えに、訴因や量刑の見返りを与える合意を答弁合意という。

#### 非公式刑事免責
有罪答弁を求めず捜査・公判協力と引き換えに、供述や証言を不利益に利用しない、あるいはこれに基づいて訴追しない、といった見返りを与えることを非公式刑事免責という。

### アルフォード・プリー（Alford_plea）
起訴事実については認めないが、刑を受けること（つまり有罪であること）については認めて、情状酌量を求めるもの。

## 日本における司法取引
日本法では長年にわたって司法取引は認められていなかったが、2016年に後述の捜査・公判協力型協議・合意制度が導入され、2018年に施行されたことにより、司法取引が導入されたと評価されている（なお、被告人側に先行的な情報提供が求められ、これに対して検察官が裁量的に恩典を提示するという構造であることから、司法取引ではないと評価する論者がいる。）。

### 捜査・公判協力型協議・合意制度
2014年6月30日に法制審議会における『新時代の刑事司法制度特別部会』の最終案では、検察官が証人の刑事責任を追及しないことを約束し、法廷で他人の犯罪関与について証言する「捜査・公判協力型協議・合意制度」として、司法取引制度を盛り込むことになり、2014年9月18日に法制審議会は司法取引制度（捜査・公判協力型協議・合意制度）の新設や、取り調べの録音・録画の義務付けを柱とする刑事司法制度の改革案を正式に決定した。
2016年5月に改正刑事訴訟法（条文としては法第350条の2から第350条の15）が成立し、2018年6月1日より施行された。対象として刑事訴訟法第350条の2に規定され、死刑又は無期の自由刑に当たるものを除いた経済犯罪や薬物銃器犯罪となっており、被害者感情などを考慮して殺人や致死や性犯罪等の粗暴犯は対象となっていない。一方で、同時に導入された刑事免責制度は、対象の犯罪を限定していない。
司法取引で無実の人が巻き込まれることを防ぐため、「虚偽供述罪」を盛り込んだ他、取引の際には、検察官・被疑者・弁護士が連署した書類を作成することとし、他人の犯罪関与に関する証拠採用には、制度を利用したことを法廷で明らかにすることとしている。
それでも、冤罪被害者を生む危険性は増大すると指摘する声は強く、逆に司法取引を経た証人は、虚偽供述罪を問われるのを避けるため、他人の刑事裁判に出廷しても虚偽を貫こうとする動機が働くために、冤罪の温床になりやすいことが指摘されている。

### 適用事案
2018年6月、三菱日立パワーシステムズ（現・三菱パワー）社員によるタイの発電所に絡む外国公務員贈賄事件が、初めての適用事案となった。2018年7月に元役員ら3人を不正競争防止法違反で起訴、2022年5月、最高裁にて有罪確定。
2件目の適用は2018年11月の、カルロス・ゴーン事件。
3件目は2019年11月、アパレル企業「GLADHAND」の元社長による売上金横領・私的着服事件。3,300万円の業務上横領で起訴。2022年6月、最高裁にて実刑（懲役2年6ヶ月）での有罪確定。
4件目は兵庫県での自動車販売会社融資金詐欺事件。兵庫県警によるもので、初めて警察による適用事例となった。2024年10月、神戸地裁にて実刑（懲役2年）の有罪判決。
5件目は御所市火葬場建設工事汚職事件。大阪地検によるもので、検察としては初めて東京地検以外による適用事例となった。
このように司法取引の適用事案は少ない。これは司法取引に応じる社員側に過大な負担があること、その一方で実際の裁判の場では証言（供述）の信用性が認められにくいことが挙げられている。上掲の1件目から3件目までの3件について司法取引によって得た供述内容は裁判所の判断材料には用いられていない。

### 司法取引に類似した制度
「捜査・公判協力型協議・合意制度」以前に司法取引に類似した制度は存在する。
課徴金減免制度（リーニエンシー制度）
2006年1月施行の改正独占禁止法によって、課徴金減免制度(リーニエンシー制度)が定められている。これは談合やカルテルを自主的に公正取引委員会に申告した企業は、課徴金を減免されることが規定されている。欧米でカルテル摘発に成果を挙げている同様の制度に倣って導入された。2006年の施行以降、2006年9月の首都高トンネル換気設備工事談合事件など、2008年末までに264件の申請があった。自主的申告と違反行為の自認によって制裁が軽減される点で司法取引に類似するが、行政制裁に関するものであって刑事罰に関するものではない。
即決裁判手続
2006年10月に施行された改正刑事訴訟法によって、即決裁判手続が定められている。これは軽微（「死刑、無期、短期一年を超える懲役・禁錮刑」の犯罪は除外）であり明白かつ証拠調べが速やかに終わると見込まれる一定の条件の事案で、罪状認否において被告人が有罪を認めた場合、裁判所は執行猶予を付した判決をしなければならない。
ただし、裁判所が当該事件を即決裁判手続を行うことが相当ではないと認めて通常の裁判に移行した場合、検察官や被告人の意図に反して実刑判決を受けることはある。
略式手続
刑事訴訟法には略式手続が定められている。これは軽微（「100万円以下の罰金又は科料を科しうる事件」の犯罪）であり、書面審査だけで速やかに終わると見込まれるなど一定の条件の事案であって、有罪と認めた場合でも上限100万円以内の罰金刑を超えないことを前提に、被疑者の同意の下で付することのできる手続きである。簡易裁判所判事による書面審理で略式請求即日の判断がされることが通例であり、宣告刑は100万円以下の罰金又は科料となる。
ただし、裁判所が当該事件を略式手続で行うことが相当ではないと認めて正式裁判に移行した場合、検察官や被疑者の意図に反して100万円より高い罰金刑や自由刑の判決になる可能性はある。
自由刑裁量的執行停止
刑事訴訟法第482条では、一定条件を満たした場合は検察官の裁量によって自由刑の執行停止を行うことができ、実刑判決が確定しても刑務所に服役させないことができる。ただし、将来において条件を満たさなくなった場合は執行停止はできなくなって自由刑の執行によって収監・服役されるため、将来的にも維持される条件である「年齢70年以上であるとき」のみしか永続的に裁量的執行停止とする司法取引的運用はできない。また、収監・服役されないものの裁判所の有罪判決自体は維持され、自由刑に関する欠格に該当した場合の法律制限を受けることになる。

### 司法取引に関して裁判で注目された例
ロッキード事件
アメリカ合衆国在住の重要証人が、自己負罪拒否特権を理由に、日本での証言を拒否したのに対し、日本の検事総長（事件当時は布施健）が、刑事訴訟法第248条に規定された起訴便宜主義に基づき、起訴をしないことを約束し事実上の免責を与えて、アメリカ合衆国の裁判官に証人尋問を嘱託して作成した「嘱託証人尋問調書の証拠能力」が争われた。下級裁判所では、日本の法秩序の基本的理念や手続構造に反する重大な不許容事由を有するものでないとして、嘱託証人尋問調書の証拠能力を認めたが、最高裁判所は刑事免責に関する立法の欠如を理由に、嘱託証人尋問調書の証拠能力を否定した。
柏原市パチンコ店強盗事件
強盗罪容疑で起訴された男性は、公判でも起訴内容を認めていたが、覚醒剤取締法違反での追起訴後に否認し、「警察官が強盗を自白すれば覚醒剤を立件しないと取引を持ちかけた」と証言。
大阪地方裁判所は強盗事件に関する男の自白調書について、偽約束の可能性による違法性から証拠採用しなかったが、共犯者の公判証言などから男性の強盗事件と覚醒剤事件への関与を認定して、有罪判決を下した。